# Elkalyce pallescens
Elkalyce pallescens är en fjärilsart som beskrevs av Tutt 1909. Elkalyce pallescens ingår i släktet Elkalyce och familjen juvelvingar. Inga underarter finns listade i Catalogue of Life.